# ミレニアム・スタジアム
ミレニアム・スタジアム（ウェールズ語: Stadiwm y Mileniwm、英語: Millennium Stadium、）は、ウェールズの首都カーディフにあるスタジアム。開閉式屋根を持ち全天候対応型となっている（ヨーロッパでは2例目）。命名権の行使により、プリンシパリティ・スタジアム（Principality Stadium）と呼ぶ。

## 概要
ラグビーやサッカーに使用されており、特にラグビーでは「ウェールズ代表の聖地」とも言われる。収容人数は74,500人。
1999年、イギリスのミレニアムプロジェクト（2000年記念事業） の一環でカーディフ・アームズ・パーク内にあったウェールズ国立競技場に替わり建設。6月26日、こけら落としとしてラグビーユニオンの国際親善試合が行われた（ウェールズ代表が南アフリカ代表に29-19で勝利）。
ラグビーワールドカップ1999では決勝戦や3位決定戦を含む7試合が行われた。
イングランドのロンドンにあるウェンブリー・スタジアムが改修工事中の際は、イングランドサッカーのFAカップやリーグカップなどの決勝戦は2001年から2006年までここを使用されていた。
2012年のロンドンオリンピックのサッカー競技では会場に選定され、男子の試合5試合・女子の試合6試合の計11試合が行われた。
ラグビーワールドカップ2015でも準々決勝2試合などで使用された。
2015年9月8日、 Principality Building Society（プリンシパリティ・ビルディング・ソサエティ）との10年間の命名権契約が行われ、2016年1月22日、ミレニアムスタジアムは正式にプリンシパリティ・スタジアム（Principality Stadium）に改名された。
2017年にはUEFAチャンピオンズリーグの決勝戦が開催された。。
そのほかにもスピードウェイGPのイギリスGP、ラグビーリーグ・ワールドカップ、WWEプロレス、コンサートとしては1999年12月31日にミレニアムスタジアム初のコンサートを行ったウェールズ出身のロックバンド、マニック・ストリート・プリーチャーズを皮切りに、多くのミュージシャンがライブを行った。
2025年1月、グラウンドのコンディションとプレーの安定性が保たれ、ファンの体験が向上するとして、2年間にわたり開閉式屋根を閉めたままで、すべての国際試合を行うことをウェールズラグビー協会が決定した。